# Елена Ласконі
Елена Валеріка Ласконі (рум. Elena Valerica Lasconi; нар. 20 квітня 1972, Хацегу, Хунедоара, Румунія) — румунська політикиня і колишня журналістка. Мер Кимпулунга в повіті Арджеш, обрана на посаду на виборах 2020 і 2024 років. З 26 червня 2024 року голова Союзу порятунку Румунії (СПР) від якої балотувалася на президентських виборах 2024 року.
Ненадовго очолювала список кандидатів від СПР на виборах до Європейського парламенту 2024 року, але на прохання колишнього президента партії Каталіна Друла зняла свою кандидатуру.

## Молодість й освіта
Народилася 20 квітня 1972 року в Хацегу, повіт Хунедоара. 1990 року закінчила Національний педагогічний коледж королеви Марії в Деві. Здобула вищу освіту в Траянському екологічному університеті Деви, який закінчила 2001 року за спеціальністю «Туризм і комерційний менеджмент». 1999 року навчалася в Школі телебачення BBC, а 2007 року стала оцінювачем професійних компетенцій, сертифікована Національним центром підготовки та вдосконалення тренерів (CNFPA). У 2019—2020 роках проходила курси з абсорбції європейських структурних фондів і фонду гарантування, законодавства та нормативних актів у Румунії та Брюсселі в рамках програми «Оновити Європу» – «O Țară ca Afară».

## Журналістська кар'єра
Понад два десятиліття займалася журналістикою. У 1996—2020 роках працювала на Pro TV, де обіймала різні посади, зокрема репортерки, телепродюсерки, воєнної кореспондентки, ведучої новин і тренерки. Вона висвітлювала основні національні та міжнародні події, як-от Мінеріада у січні 1999 року, Косовська війна та війна в Афганістані, землетрус у Туреччині 1999 року, а також президентські та парламентські вибори в Румунії. Була активна в кампаніях, присвячених суспільним проблемам, як-от домашнє насильство, торгівля дітьми та сільська освіта.
У 1995—1996 роках працювала програмною директоркою і ведучою шоу на Radio T5 ABC у Хацегу, а потім приєдналася до Pro TV. Брала участь в отриманні ліцензії на мовлення від Національної аудіовізуальної ради, а також у створенні й управлінні програмами та подіями станції.

## Політична кар'єра

### Мер Кимпулунга
2020 року вперше обрана мером Кимпулунга, перемігши тодішнього очільника Лівіу Шарую від Соціал-демократичної партії. 2024 року переобрана з великим відривом.
Її офіс стверджував, що під час перебування її на посаді місто нібито залучило понад 500 мільйонів леїв у Структурних фондів та фонду гуртування, розширило газову мережу на понад 30 кілометрів і покращило місцеві заклади охорони здоров'я. Однак сайт перевірки фактів Factual.ro визначив, що в період з листопада 2020 року до жовтня 2024 року місто реалізувало або впровадило проєкти із загальним європейським фінансуванням у 302 мільйони леїв. Її офіс також стверджував, що понад 100 000 квадратних метрів зелених насаджень, баскетбольних майданчиків, багатофункціональних просторів, парків для калістеніки, ковзанок, ігрових майданчиків та фітнес-обладнання для дорослих було впроваджено. Вона пропагувала Кампулунг як національний туристичний напрямок і розвивала відносини з міжнародними та національними організаціями.

### Президент Союзу порятунку Румунії
Невтішні результати, отримані Об'єднаним правим альянсом, головною партією якого був СПР, спонукали президента Каталіна Друлу піти у відставку та провести внутрішнє голосування щодо нового президента 26 червня. Ласконі подала свою кандидатуру в останній день. Домінік Фріц, мер Тімішоари та колишній фаворит у перегонах, зняв свою кандидатуру, відкривши шлях Ласконі стати новим фаворитом. Обрана президентом 7701 голосом (68,14 %) з 11333, відданих 25607 членами з правом голосу. У своїй промові Ласконі наголосила на необхідності єдності та рішучості всередині партії, підкресливши важливість відновлення СПР для протидії поточному політичному клімату в Румунії. Вона критикувала концентрацію влади серед традиційних партій і зобов'язалася підтримувати повагу, працьовитість й ефективність, спираючись на своє успішне перебування на посаді мера.
29 червня стала кандидатом від партії на президентських виборах у листопаді 2024 року, отримавши 94,31 % голосів на з'їзді.

## Особисте життя
Вперше вийшла заміж у 18 років. Шлюб тривав чотири роки, вона народила доньку Оану, яку після розлучення виховувала сама. 2012 року вийшла заміж за Каталіна Джорджеску, з яким познайомилася на курсах англійської мови, організованих Британською Радою; подружжя не має спільних дітей.